# Anne Rivers Siddons
Pour les articles homonymes, voir Siddons.
Œuvres principales
- La Géorgienne

Anne Rivers Siddons, née le 9 janvier 1936 à Atlanta en Géorgie et morte le 11 septembre 2019 à Charleston en Caroline du Sud, est une romancière américaine.

## Biographie
Sybil Anne Rivers est la fille d'un avocat et d'une secrétaire de lycée. Elle étudie à l'université d'Auburn de 1954 à 1958 et rédige une colonne pour le journal du campus où elle se montre opposée à la ségrégation, ce qui lui cause des problèmes avec l'administration de l'université. Elle travaille ensuite pour un magazine d'Atlanta. En 1966, elle se marie avec Heyward Siddons.
Son premier roman, Une jeune fille du Sud (Heartbreak Hotel, 1976) a été adapté au cinéma en 1989. Son roman suivant, La Maison d'à côté (The House Next Door, 1978), constitue sa seule incursion dans le genre horrifique et a été adapté sous forme de téléfilm en 2006. Son plus grand succès commercial est La Géorgienne (Peachtree Road, 1988), qui se situe à Atlanta à l'aube du mouvement afro-américain des droits civiques. Ses romans traitent de la vie dans le Sud des États-Unis.

## Œuvres

### Romans
- Une jeune fille du Sud, Presses de la Cité, 1990 ((en) Heartbreak Hotel, 1976)
- La Maison d'à côté, Presses de la Cité, 1991 ((en) The House Next Door, 1978)
- Pouvoir de femme, Vernal, 1988 ((en) Fox's Earth, 1981)
- Vent du Sud, Presses de la Cité, 1991 ((en) Homeplace, 1987)
- La Géorgienne, Presses de la Cité, 1989 ((en) Peachtree Road, 1988)
- La Plantation, Presses de la Cité, 1992 ((en) King's Oak, 1990)
- La Maison des dunes, Presses de la Cité, 1993 ((en) Outer Banks, 1991)
- Quartiers d'été, Presses de la Cité, 1994 ((en) Colony, 1992)
- Ballade italienne, Presses de la Cité, 1995 ((en) Hill Towns, 1993)
- Les Lumières d'Atlanta, Presses de la Cité, 1996 ((en) Downtown, 1994)
- La Fissure, Presses de la Cité, 1997 ((en) Fault Lines, 1995)
- De l'autre côté de l'île, Presses de la Cité, 1998 ((en) Up Island, 1997)
- L'Île sauvage, Presses de la Cité, 1999 ((en) Low Country, 1998)
- Nora, Nora, Presses de la Cité, 2002 ((en) Nora, Nora, 2000)
- Entre le ciel et l'eau, Presses de la Cité, 2005 ((en) Islands, 2005)
- La Lumière du fleuve, Presses de la Cité, 2007 ((en) Sweetwater Creek, 2005)
- (en) Off Season, 2008
- (en) Burnt Mountain, 2011
- (en) The Girls of August, 2014

## Filmographie

### Comme auteur adapté

#### Au cinéma
- 1989 : Les Années copain, film américain de Martin Davidson, avec Ally Sheedy, Virginia Madsen, Phoebe Cates et Treat Williams, d'après le roman Une jeune fille du Sud (Heartbreak Hotel)

#### A la télévision
- 2006 : The House Next Door, téléfilm américain de Jeff Woolnough (en), avec Lara Flynn Boyle et Colin Ferguson, d'après le roman La Maison d'à côté (The House Next Door)